# Trichomasthus nikolskayae
Trichomasthus nikolskayae är en stekelart som beskrevs av Sugonjaev 1989. Trichomasthus nikolskayae ingår i släktet Trichomasthus och familjen sköldlussteklar. Inga underarter finns listade i Catalogue of Life.